# Чесменская улица (Москва)
Чесме́нская у́лица — небольшая улица в центре Москвы в Таганском районе между Большой и Средней Калитниковскими улицами.

## Происхождение названия
Название появилось в XIX веке по направлению улицы в район станционного посёлка Чесменка (ныне — Текстильщики), который в свою очередь получил это название в ознаменование Чесменского морского сражения (1770) между русским и турецким флотами.

## Описание
Чесменская улица начинается у развязки Третьего транспортного кольца с Нижегородской улицей от Большой Калитниковской улицы и проходит на юг вдоль Октябрьского трамвайного депо к Новоконной площади и Калитниковскому пруду до Средней Калитниковской.

## Здания и сооружения
По нечётной стороне:
По чётной стороне: